# Janusz Kajrunajtys
Janusz Antoni Kajrunajtys (ur. 5 marca 1933 w Łodzi, zm. 26 listopada 2019 w Krakowie) – polski inżynier budownictwa, wynalazca, zawodnik i sędzia brydżowy, oficer artylerii.

## Życiorys
Absolwent Politechniki Śląskiej z 1961 r. Przez całe życie zawodowe wykładał geometrię wykreślną na tej uczelni.
W pracy naukowo-badawczej zajmował się głównie technologią betonu prasowanego i deskowaniem ślizgowym. Był autorem i współautorem 14 patentów oraz licznych publikacji. Opracował wiele ekspertyz w dziedzinie technologii budownictwa, w zakresie projektowania i wdrożeń. Współtworzył wykłady telewizyjne z obszaru geometrii wykreślnej i rysunku technicznego.

## Życie prywatne
Jego rodzicami byli Jan Kajrunajtys i Zofia z Cendrowskich. Od 30.09.1961 żonaty z Ewą Gizelą (z d. Mańczak, dr inż. budownictwa) z którą miał syna Kasjana (1964, inżyniera mechanika i informatyka).